# Simon Gachet
Simon Gachet (né le 14 octobre 1993) est un pilote automobile français qui participe actuellement au GT World Challenge Europe Endurance Cup pour CSA Racing.

## Carrière

### Début de carrière
Gachet, qui a toujours eu une passion pour le rugby depuis son enfance, n'a pas vraiment été engagé dans les sports mécaniques pendant sa jeunesse. Il découvre le sport automobile à travers des revues spécialisées et se familiarise avec la monoplace en intégrant l'école de Formule Motorsport qui se situe sur le Circuit du Laquais. Il commence sa carrière en compétition dans le V de V Challenge Monoplace en 2011, abandonnant totalement le karting.

### Formules juniors
Pour sa première saison en compétition monoplace, Gachet a été sacré champion, avec deux victoires et 11 arrivées parmi les trois premiers sur 15 courses. Durant cet hiver, Gachet gagne l'épreuve Euroformula Volant, lui offrant une bourse de 60 000 € qui lui donne l'opportunité de participer au Championnat de France de F4 en 2012. Avec six podiums lors des 14 courses, Gachet se classe troisième au classement général par points. En 2013, Gachet intègre le championnat Formula Renault 2.0 Alps en signant avec l'écurie française ARTA Engineering. Il a vécu un début de saison poussif dans ce championnat, inscrivant ses premiers points en juillet à Misano et concluant à la 14e place. Il a fait son retour au sein de l'équipe en 2014, ajoutant une saison entière en Formule Renault Eurocup à sa participation dans la série Alps,. La deuxième saison de Gachet dans la série Alps s'est avérée plus fructueuse, puisqu'il a décroché un podium dans chacune de ses trois premières courses en route vers une 5e place au championnat. Avant la manche du Hungaroring de la saison 2014 de l'Eurocup Formula Renault 2.0, Gachet a rejoint ART Junior Team. Il terminera la saison de l'Eurocup à la 19e place, marquant seulement 10 points. En 2015, il rejoint Tech 1 Racing pour une saison complète en Formule Renault Eurocup, en tête des classements lors des tests de pré-saison de la série au MotorLand Aragón. Ce fut cependant une autre saison poussive pour Gachet, qui ne décrocha qu'un seul podium au Mans et termina 16e au classement général.

### Courses de voitures de sport
En 2016, Gachet décide de se concentrer sur l'endurance en intégrant l'équipe Panis Barthez Compétition dans la catégorie LMP3 des European Le Mans Series. L'écurie a décroché son premier et unique podium de la saison à Imola, avant de prendre la pole position la semaine suivante au Red Bull Ring. Participant à cinq des six courses de la saison, Gachet et ses copilotes Eric Debard et Valentin Moineault ont terminé 9e au championnat de la catégorie LMP3. Il revient dans l'équipe en 2017, terminant 14e au championnat des pilotes. Parallèlement à sa campagne en European Le Mans Series, Gachet a rejoint Energy by ART dans la GT4 European Series Southern Cup, en remportant un podium à Magny-Cours en route vers une 20e place au championnat de la catégorie Pro-Am. Gachet a terminé 2017 avec une quelques apparitions ponctuelles pour Saintéloc Racing dans les coupes GT World Challenge Europe Sprint et Endurance, terminant en dehors des points lors des deux apparitions.

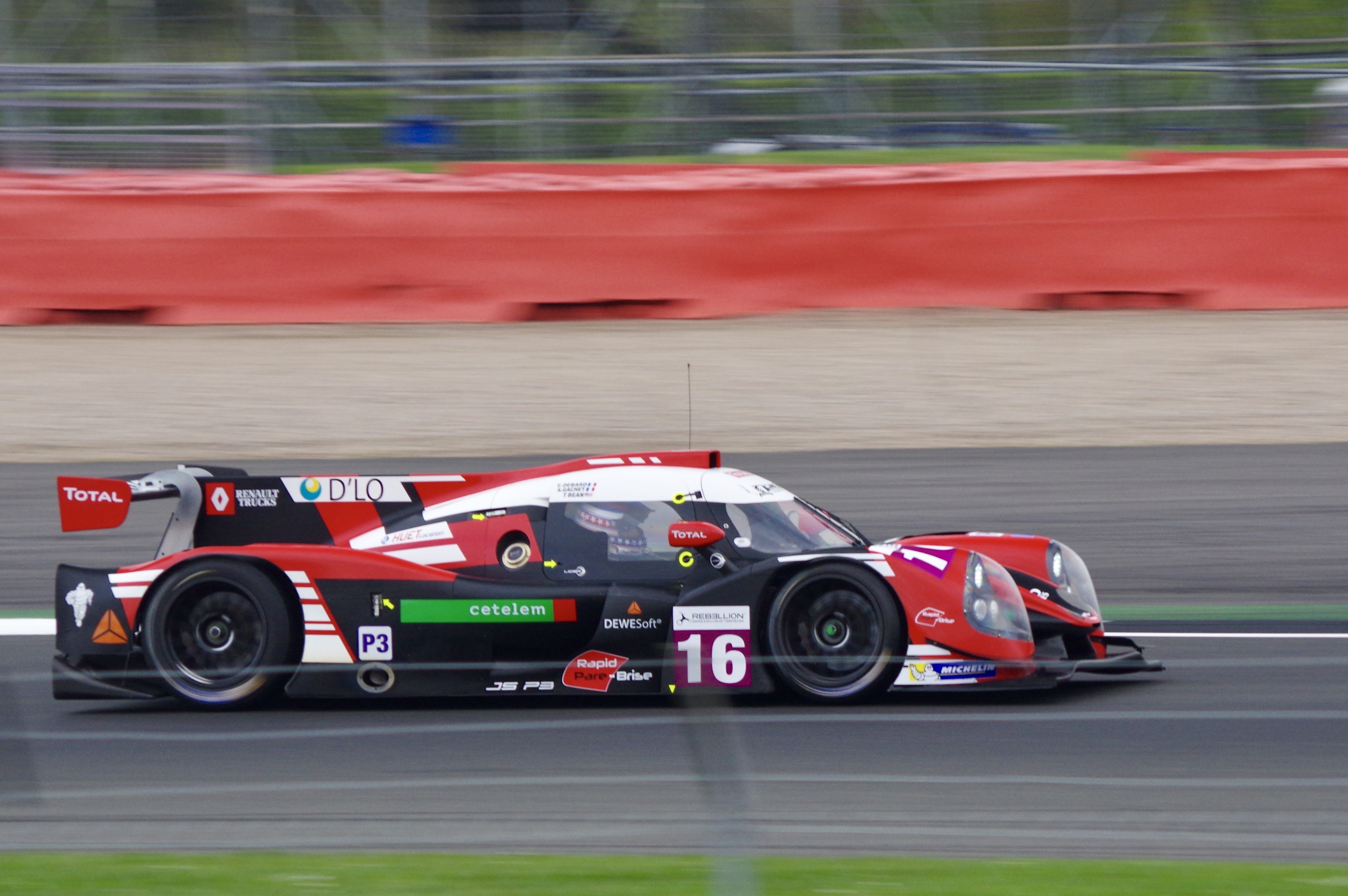
La Ligier JS P3 de Gachet à Silverstone en 2017.

En 2018, Gachet a entièrement dédié son temps au GT World Challenge Europe en collaboration avec Saintéloc. Associé à Christopher Haase en Sprint Cup, Gachet a obtenu trois podiums au classement général, dont une deuxième place au Hungaroring, se classant huitième au championnat. Gachet a débuté la saison de l'Endurance Cup avec l'écurie Pro de Saintéloc, en terminant sixième au Circuit Paul Ricard avant de rejoindre l'écurie Am de l'écurie pour les 24 Heures de Spa. Il terminera 37e au classement général de l'Endurance Cup. Il est revenu dans l'équipe dans les deux championnats pour 2019, rejoignant à nouveau Haas dans la Sprint Cup et revenant à l'entrée de l'équipe en classe Pro dans l'Endurance Cup. Gachet et Haas ont réalisé leur meilleure saison statistique à ce jour, terminant cinquième du championnat après avoir remporté quatre podiums et la première victoire de Gachet dans la série à Zandvoort. Il a connu une autre saison moyenne en Endurance Cup, terminant 33e au classement général.

En 2020, Gachet a eu une importance moindre pour l'équipe, se joignant à Steven Palette pour entrer chez Saintéloc dans la Silver Sprint Cup. Le duo a immédiatement triomphé, gagnant la catégorie lors des deux premières compétitions de la saison et ajoutant un podium pour couronner le week-end inaugural à Misano. La manche suivante à Magny-Cours voit Gachet prendre la pole position au classement général et la victoire dans la course n°2, bien qu'il soit classé dans la classe Silver Cup. Après la deuxième course sur le Circuit de Barcelone-Catalunya, Gachet et Palette ont remporté le titre de la Silver Cup. La saison suivante, Gachet se concentre à nouveau sur l'Endurance Cup, rejoignant l'écurie Mercedes-AMG AKKA-ASP dans leur participation à la Silver Cup. Après avoir remporté des victoires de classe au Paul Ricard et à Barcelone, Gachet a terminé deuxième du championnat de la classe Argent aux côtés de ses coéquipiers Konstantin Tereshchenko et Thomas Drouet.

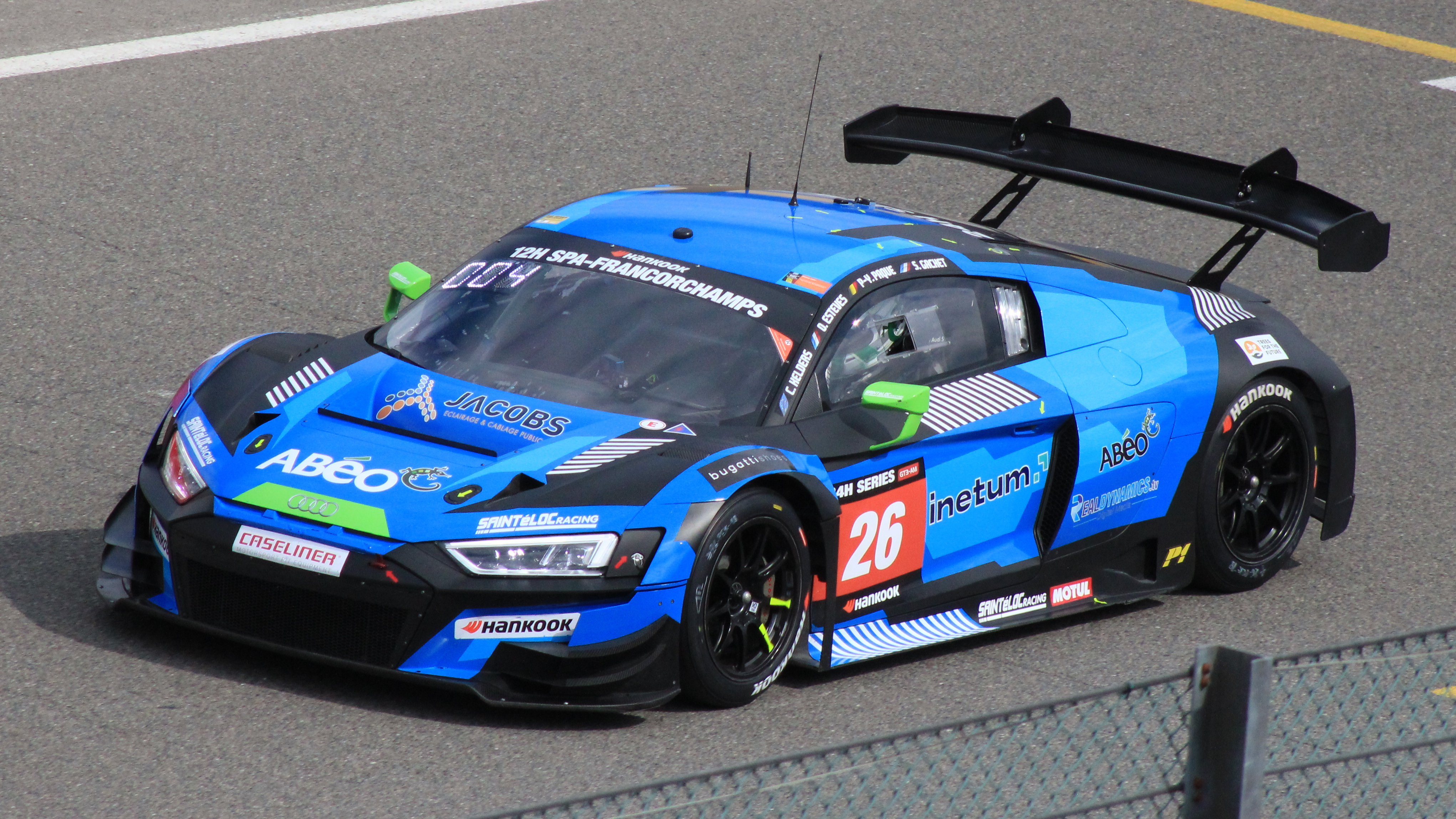
Gachet en course dans la 24H Series en 2022

En 2022, Gachet fait son retour chez Audi en intégrant l'équipe Sprint Cup de Tresor by Car Collection. Retrouvant Christopher Haase, Gachet signe son premier podium de la saison à Magny-Cours après avoir décroché la pole de la course n°1. Il a ensuite remporté quatre podiums cette saison-là, se classant troisième au championnat général. Gachet s'est également lancé dans des campagnes de saison complète dans le championnat FFSA GT et GT4 European Series pour Akkodis-ASP. En octobre, il rejoint Eric Debard au volant du GT Relay de l'équipe de France aux FIA Motorsport Games 2022. Le duo a terminé deuxième dans les deux courses de qualification, avant de remporter la médaille d'or dans la course principale.

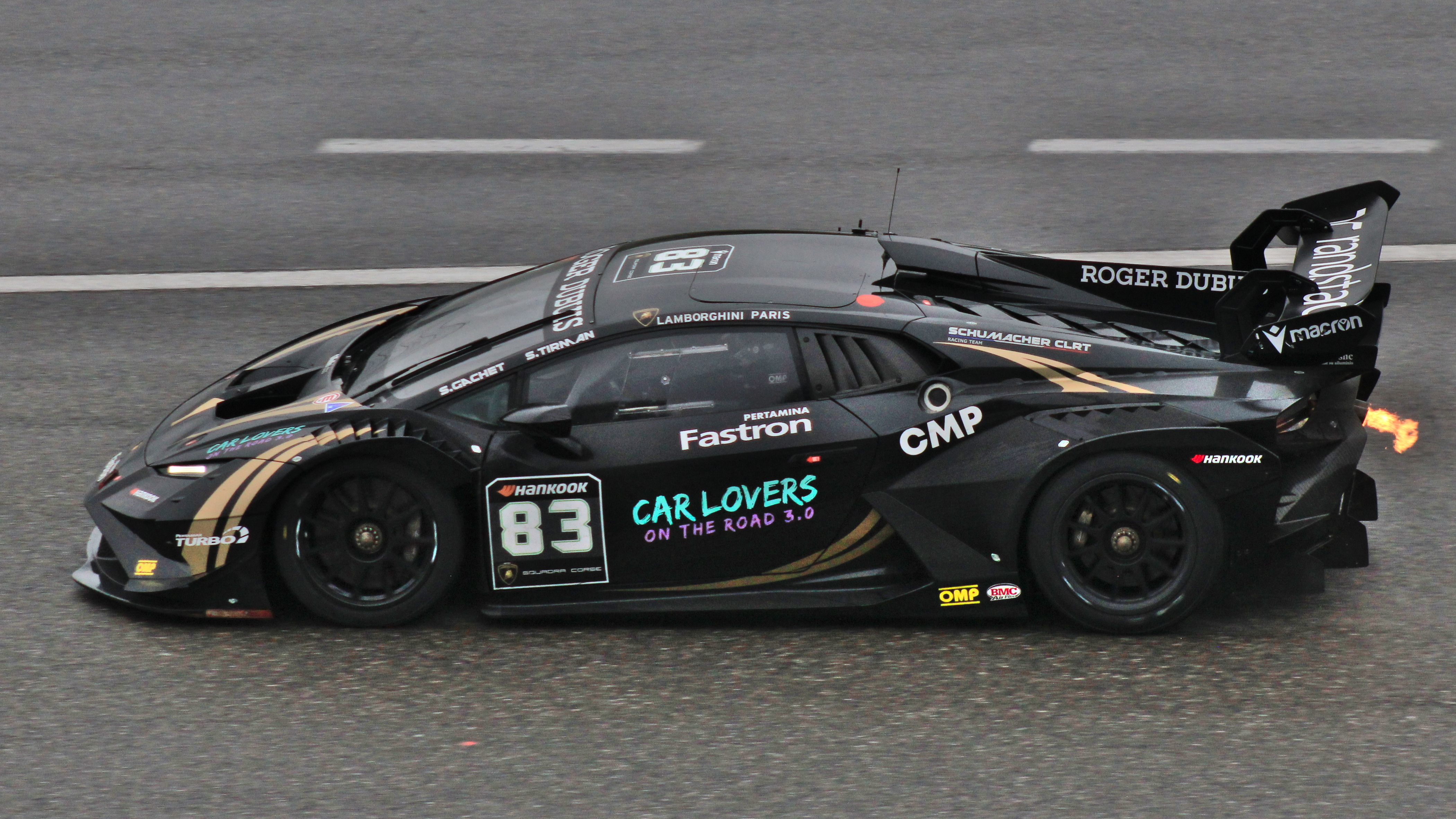
Simon Gachet au Lamborghini Super Trofeo Europe 2024

En 2023, Gachet est élevé au statut de pilote officiel d'Audi Sport. Lors de sa première saison complète en tant que pilote d'usine, Gachet a piloté l'écurie Saintéloc en classe Pro dans la GT World Challenge Europe Endurance Cup, aux côtés de Patric Niederhauser et Christopher Mies, ainsi qu'une voiture de Sprint Cup en classe Gold Cup, en duo avec Paul Evrard.
Il participera en 2024 au GT World Challenge Europe Sprint Cup finissant deuxième et au Championnat de France FFSA GT avec une troisième place. Il apparaît également en Lamborghini Super Trofeo Europe

## Résultat en course

### Résumé de la carrière
| Saison  | Championnat                                            | Équipe                           | Courses | Victoire | Poles | Tour le plus rapide | Podiums | Points | Position |
| ------- | ------------------------------------------------------ | -------------------------------- | ------- | -------- | ----- | ------------------- | ------- | ------ | -------- |
| 2011    | V de V Challenge Monoplace                             | Formula Motorsport               | 15      | 2        | 1     | ?                   | 11      | 525    | 1er      |
| 2012    | Championnat de France FFSA GT                          | Auto Sport Academy               | 14      | 0        | 0     | 0                   | 6       | 148    | 3ème     |
| 2013    | Eurocup Formula Renault 2.0                            | ARTA Engineering                 | 2       | 0        | 0     | 0                   | 0       | 0      | NC†      |
| 2013    | Formula Renault 2.0 Alps Series                        | ARTA Engineering                 | 14      | 0        | 0     | 0                   | 0       | 28     | 14ème    |
| 2013    | V de V Challenge Monoplace                             | Formula Motorsport               | 3       | 0        | 0     | 0                   | 0       | 144    | 19ème    |
| 2014    | Eurocup Formula Renault 2.0                            | ARTA Engineering                 | 8       | 0        | 0     | 0                   | 0       | 10     | 19ème    |
| 2014    | Eurocup Formula Renault 2.0                            | ART Junior Team                  | 6       | 0        | 0     | 0                   | 0       | 10     | 19ème    |
| 2014    | Formula Renault 2.0 Alps Series                        | ARTA Engineering                 | 14      | 0        | 0     | 0                   | 3       | 78     | 5ème     |
| 2015    | Eurocup Formula Renault 2.0                            | Tech 1 Racing                    | 17      | 0        | 0     | 1                   | 1       | 19     | 16ème    |
| 2015    | Formula Renault 2.0 Alps Series                        | Tech 1 Racing                    | 6       | 0        | 0     | 1                   | 2       | 0      | NC†      |
| 2016    | European Le Mans Series - LMP3                         | Panis Barthez Competition        | 6       | 0        | 1     | 0                   | 1       | 30.5   | 9ème     |
| 2017    | Blancpain GT Series Endurance Cup                      | Saintéloc Racing                 | 1       | 0        | 0     | 0                   | 0       | 0      | NC       |
| 2017    | Blancpain GT Series Sprint Cup                         | Saintéloc Racing                 | 2       | 0        | 0     | 0                   | 0       | 0      | NC       |
| 2017    | European Le Mans Series - LMP3                         | Panis Barthez Competition        | 6       | 0        | 0     | 0                   | 0       | 12.5   | 14ème    |
| 2017    | GT4 European Series Southern Cup - Pro-Am              | Energy by ART                    | 12      | 0        | 0     | 0                   | 1       | 21     | 20ème    |
| 2018    | Blancpain GT Series Endurance Cup                      | Saintéloc Racing                 | 5       | 0        | 0     | 0                   | 0       | 9      | 37ème    |
| 2018    | Blancpain GT Series Endurance Cup - Am                 | Saintéloc Racing                 | 1       | 0        | 0     | 0                   | 0       | 0      | NC       |
| 2018    | Blancpain GT Series Sprint Cup                         | Saintéloc Racing                 | 10      | 0        | 0     | 0                   | 3       | 44.5   | 8ème     |
| 2018    | French GT4 Cup - Pro-Am                                | Saintéloc Racing                 | 2       | 0        | 0     | 0                   | 0       | 0      | NC       |
| 2019    | Blancpain GT Series Endurance Cup                      | Saintéloc Racing                 | 5       | 0        | 0     | 0                   | 0       | 2      | 33ème    |
| 2019    | Blancpain GT Series Endurance Cup - Pro-Am             | Saintéloc Racing                 | 1       | 0        | 0     | 0                   | 0       | 8      | 22ème    |
| 2019    | Championnat de France FFSA GT                          | Saintéloc Racing                 | 11      | 0        | 0     | 1                   | 1       | 15     | 19ème    |
| 2019    | GT4 South European Series - Pro-Am                     | Saintéloc Racing                 | 2       | 0        | 0     | 0                   | 0       | 24     | 6ème     |
| 2019    | 24H Series - A6                                        | Saintéloc Racing                 |         |          |       |                     |         |        |          |
| 2020    | GT World Challenge Europe Endurance Cup                | Attempto Racing                  | 1       | 0        | 0     | 0                   | 0       | 0      | NC       |
| 2020    | GT World Challenge Europe Endurance Cup - Silver       | Attempto Racing                  | 1       | 0        | 0     | 0                   | 0       | 0      | NC       |
| 2020    | GT World Challenge Europe Sprint Cup                   | Saintéloc Racing                 | 10      | 1        | 1     | 0                   | 2       | 33.5   | 9ème     |
| 2020    | GT World Challenge Europe Sprint Cup - SIlver          | Saintéloc Racing                 | 10      | 3        | 2     | 0                   | 6       | 108.5  | 1er      |
| 2020    | Championnat de France FFSA GT                          | Saintéloc Racing                 | 12      | 0        | 0     | 0                   | 2       | 84     | 7ème     |
| 2020    | Ultimate Cup Series - Monoplace F3-T318                | Formula Motorsport               | 3       | 3        | ?     | ?                   | 3       | 168    | 6ème     |
| 2021    | GT World Challenge Europe Endurance Cup                | AKKA ASP Team                    | 5       | 0        | 0     | 0                   | 0       | 1      | 32ème    |
| 2021    | GT World Challenge Europe Endurance Cup - Silver       | AKKA ASP Team                    | 5       | 2        | 0     | 0                   | 2       | 74     | 2ème     |
| 2021    | Championnat de France FFSA GT                          | AKKA ASP Team                    | 12      | 1        | 0     | 0                   | 3       | 98     | 6ème     |
| 2021    | Intercontinental GT Challenge                          | Saintéloc Racing                 | 1       | 0        | 0     | 0                   | 0       | 10     | 16ème    |
| 2022    | GT World Challenge Europe Sprint Cup                   | Tresor by Car Collection         | 10      | 0        | 1     | 0                   | 4       | 67     | 3ème     |
| 2022    | Championnat de France FFSA GT                          | AKKODIS ASP Team                 | 12      | 0        | 1     | ?                   | 2       | 82     | 7ème     |
| 2022    | GT4 European Series - Pro-Am                           | AKKODIS ASP Team                 | 12      | 0        | 1     | ?                   | 2       | 67     | 9ème     |
| 2022    | 24H Series - GT3 Am                                    | Saintéloc Racing                 | 3       | 0        | 0     | 0                   | 0       | ?      | ?*       |
| 2022    | Intercontinental GT Challenge                          | Saintéloc Junior Team            | 1       | 0        | 0     | 0                   | 0       | 0      | NC       |
| 2022    | FIA Motorsport Games GT Cup                            | Team France                      | 1       | 1        | 0     | 0                   | 1       | N/A    | 1er      |
| 2022-23 | Middle East Trophy - GT3                               | Saintéloc Racing                 |         |          |       |                     |         |        |          |
| 2023    | GT World Challenge Europe Endurance Cup                | Saintéloc Junior Team            | 5       | 0        | 0     | 0                   | 0       | 41     | 6ème     |
| 2023    | GT World Challenge Europe Sprint Cup                   | Saintéloc Junior Team            | 10      | 0        | 0     | 0                   | 0       | 5.5    | 18ème    |
| 2023    | GT World Challenge Europe Sprint Cup - Silver          | Saintéloc Junior Team            | 10      | 1        | 1     | 0                   | 5       | 90     | 5ème     |
| 2023    | Ultimate Cup Series - Sprint GT Touring Challenge - 3A | Racetivity                       | 4       | 2        | 1     | 2                   | 3       | 76     | 5ème     |
| 2024    | GT World Challenge Europe Sprint Cup                   | CSA Racing                       | 10      | 0        | 0     | 0                   | 0       | 12.5   | 14ème    |
| 2024    | GT World Challenge Europe Sprint Cup - Gold            | CSA Racing                       | 10      | 2        | 4     | 2                   | 7       | 114    | 2ème     |
| 2024    | Championnat de France FFSA GT                          | Debard Automobiles by Racetivity | 4       | 0        | 0     | 1                   | 1       | 46*    | 3ème     |
| 2024    | Lamborghini Super Trofeo Europe                        | Schumacher CLRT                  |         |          |       |                     |         |        |          |
| 2024    | GT World Challenge Europe Endurance Cup                | HAAS RT                          | 1       | 0        | 0     | 0                   | 0       | 0      | NC       |
| 2024    | GT World Challenge Europe Endurance Cup                | CSA Racing                       | 1       | 0        | 0     | 0                   | 0       | 0      | NC       |
| 2025    | GT World Challenge Europe Endurance Cup                | CSA Racing                       |         |          |       |                     |         |        |          |

† En tant que pilote invité, Gachet n'était pas en mesure de marquer des points pour le championnat.* Saison toujours en cours.

### Résultats complets du Championnat de France F4
(Les caractères en gras signalent la pole position ; les caractères en italique mettent en évidence le tour le plus rapide)
| Année | 1         | 2       | 3       | 4       | 5       | 6       | 7       | 8       | 9       | 10       | 11      | 12      | 13      | 14      | DC   | Points |
| ----- | --------- | ------- | ------- | ------- | ------- | ------- | ------- | ------- | ------- | -------- | ------- | ------- | ------- | ------- | ---- | ------ |
| 2012  | LED 1 Ret | LED 2 2 | PAU 1 2 | PAU 2 2 | VDV 1 4 | VDV 2 2 | MAG 1 8 | MAG 2 3 | NAV 1 7 | NAV 2 14 | LMS 1 7 | LMS 2 4 | LEC 1 7 | LEC 2 3 | 3ème | 148    |

### Résultats complets de l'Eurocup Formula Renault 2.0
(Les caractères en gras signalent la pole position ; les caractères en italique mettent en évidence le tour le plus rapide)
| Saison | Équipe           | 1       | 2         | 3        | 4         | 5         | 6         | 7         | 8        | 9         | 10       | 11       | 12       | 13       | 14       | 15       | 16       | 17       | DC    | Points |
| ------ | ---------------- | ------- | --------- | -------- | --------- | --------- | --------- | --------- | -------- | --------- | -------- | -------- | -------- | -------- | -------- | -------- | -------- | -------- | ----- | ------ |
| 2013   | ARTA Engineering | ALC 1   | ALC 2     | SPA 1    | SPA 2     | MSC 1     | MSC 2     | RBR 1     | RBR 2    | HUN 1 19  | HUN 2 26 | LEC 1    | LEC 2    | CAT 1    | CAT 2    |          |          |          | NC†   | 0      |
| 2014   | ARTA Engineering | ALC 1 9 | ALC 2 6   | SPA 1 18 | SPA 2 15  | MSC 1 18  | MSC 2 Ret | NÜR 1 21  | NÜR 2 18 |           |          |          |          |          |          |          |          |          | 19ème | 10     |
| 2014   | ART Junior Team  |         |           |          |           |           |           |           |          | HUN 1 DSQ | HUN 2 19 | LEC 1 23 | LEC 2 16 | JER 1 16 | JER 2 20 |          |          |          | 19ème | 10     |
| 2015   | Tech 1 Racing    | ALC 1 9 | ALC 2 Ret | ALC 3 19 | SPA 1 Ret | SPA 2 Ret | HUN 1 10  | HUN 2 Ret | SIL 1 18 | SIL 2 15  | SIL 3 11 | NÜR 1 14 | NÜR 2 16 | LMS 1 11 | LMS 2 3  | JER 1 20 | JER 2 21 | JER 3 17 | 16ème | 19     |

† En tant que pilote invité, Gachet n'était pas en mesure de marquer des points pour le championnat.

### Résultats complets de la Formula Renault 2.0 Alps Series
(Les caractères en gras signalent la pole position ; les caractères en italique mettent en évidence le tour le plus rapide)
| Year | Team             | 1        | 2         | 3         | 4          | 5        | 6        | 7        | 8         | 9         | 10      | 11       | 12       | 13       | 14         | 15      | 16      | Pos   | Points |
| ---- | ---------------- | -------- | --------- | --------- | ---------- | -------- | -------- | -------- | --------- | --------- | ------- | -------- | -------- | -------- | ---------- | ------- | ------- | ----- | ------ |
| 2013 | ARTA Engineering | VLL 1 16 | VLL 2 Ret | IMO1 1 24 | IMO1 2 Ret | SPA 1 13 | SPA 2 18 | MNZ 1 25 | MNZ 2 13  | MIS 1 7   | MIS 2 5 | MUG 1 13 | MUG 2 11 | IMO2 1 5 | IMO2 2 Ret |         |         | 14ème | 28     |
| 2014 | ARTA Engineering | IMO 1 3  | IMO 2 3   | PAU 1 3   | PAU 2 8    | RBR 1 11 | RBR 2 7  | SPA 1 23 | SPA 2 Ret | MNZ 1 Ret | MNZ 2 7 | MUG 1 32 | MUG 2 18 | JER 1 16 | JER 2 11   |         |         | 5ème  | 78     |
| 2015 | Tech 1 Racing    | IMO 1 3  | IMO 2 Ret | PAU 1 3   | PAU 2 4    | RBR 1    | RBR 2    | RBR 3    | SPA 1     | SPA 2     | MNZ 1   | MNZ 2    | MNZ 3    | MIS 1    | MIS 2      | JER 1 9 | JER 2 7 | NC†   | 0      |

† En tant que pilote invité, Gachet n'était pas en mesure de marquer des points pour le championnat.

### Résultats complets de l'European Le Mans Series
(Les caractères en gras signalent la pole position ; les caractères en italique mettent en évidence le tour le plus rapide)
| Année | Participant            | Classe | Châssis      | Moteur                 | 1     | 2      | 3       | 4     | 5       | 6       | Rang  | Points |
| ----- | ---------------------- | ------ | ------------ | ---------------------- | ----- | ------ | ------- | ----- | ------- | ------- | ----- | ------ |
| 2016  | Concours Panis Barthez | LMP3   | Ligier JS P3 | Nissan VK50VE 5,0 L V8 | SIL 7 | OMI 3  | RBR 8   | LEC 8 | SPA     | HNE Ret | 9ème  | 30,5   |
| 2017  | Concours Panis Barthez | LMP3   | Ligier JS P3 | Nissan VK50VE 5,0 L V8 | SIL 9 | MNZ 11 | RBR Ret | LEC 5 | SPA Ret | ALG Ret | 14ème | 12,5   |

### Résultats complets du GT World Challenge Europe

#### Coupe d'endurance européenne GT World Challenge
| Year | Team                  | Car                  | Class  | 1      | 2         | 3          | 4           | 5           | 6           | 7       | Pos.  | Points |
| ---- | --------------------- | -------------------- | ------ | ------ | --------- | ---------- | ----------- | ----------- | ----------- | ------- | ----- | ------ |
| 2017 | Saintéloc Racing      | Audi R8 LMS          | Pro    | MON    | SIL       | LEC        | SPA 6H      | SPA 12H     | SPA 24H     | CAT 17  | NC    | 0      |
| 2018 | Saintéloc Racing      | Audi R8 LMS          | Pro    | MON 14 | SIL Ret   | LEC 6      |             |             |             | CAT 45  | 37ème | 9      |
| 2018 | Saintéloc Racing      | Audi R8 LMS          | Am     |        |           |            | SPA 6H 63   | SPA 12H 63  | SPA 24H Ret |         | NC    | 0      |
| 2019 | Saintéloc Racing      | Audi R8 LMS Evo      | Pro    | MON 15 | SIL 11    | LEC 9      |             |             |             | CAT Ret | 33ème | 2      |
| 2019 | Saintéloc Racing      | Audi R8 LMS Evo      | Pro-Am |        |           |            | SPA 6H 62   | SPA 12H 56  | SPA 24H 48  |         | 22ème | 8      |
| 2020 | Attempto Racing       | Audi R8 LMS Evo      | Silver | IMO    | NÜR       | SPA 6H 56  | SPA 12H 56  | SPA 24H Ret | LEC         |         | NC    | 0      |
| 2021 | AKKA ASP Team         | Mercedes-AMG GT3 Evo | Silver | MON 11 | LEC 11    | SPA 6H 40  | SPA 12H 34  | SPA 24H 23  | NÜR Ret     | CAT 11  | 2ème  | 74     |
| 2023 | Saintéloc Junior Team | Audi R8 LMS Evo II   | Pro    | MNZ 4  | LEC 4     | SPA 6H 23  | SPA 12H 24  | SPA 24H 16  | NÜR 4       | CAT 9   | 6ème  | 41     |
| 2024 | HAAS RT               | Audi R8 LMS Evo II   | Silver | LEC    | SPA 6H 31 | SPA 12H 26 | SPA 24H Ret | NÜR         | MNZ         | JED     | NC*   | 0*     |

### Résultats complets de la GT World Challenge Europe Sprint Cup
(Les caractères en gras signalent la pole position ; les caractères en italique mettent en évidence le tour le plus rapide)
| Year | Team                     | Car                | Class  | 1        | 2        | 3        | 4         | 5         | 6         | 7         | 8        | 9         | 10        | Pos. | Points |
| ---- | ------------------------ | ------------------ | ------ | -------- | -------- | -------- | --------- | --------- | --------- | --------- | -------- | --------- | --------- | ---- | ------ |
| 2017 | Saintéloc Racing         | Audi R8 LMS        | Pro    | MIS QR   | MIS CR   | BRH QR   | BRH CR    | ZOL QR    | ZOL CR    | HUN QR    | HUN CR   | NÜR QR 20 | NÜR CR 22 | NC   | 0      |
| 2018 | Saintéloc Racing         | Audi R8 LMS        | Pro    | ZOL 1 10 | ZOL 2 12 | BRH 1 7  | BRH 2 8   | MIS 1 Ret | MIS 2 3   | HUN 1 4   | HUN 2    | NÜR 1 10  | NÜR 2 3   | 8ème | 44.5   |
| 2020 | Saintéloc Racing         | Audi R8 LMS Evo    | Silver | MIS 1 9  | MIS 2 9  | MIS 3 14 | MAG 1 13  | MAG 2 1   | ZAN 1 3   | ZAN 2 Ret | CAT 1 19 | CAT 2 9   | CAT 3 7   | 1er  | 108.5  |
| 2022 | Tresor by Car Collection | Audi R8 LMS Evo    | Pro    | BRH 1 7  | BRH 2 4  | MAG 1 3  | MAG 2 Ret | ZAN 1 3   | ZAN 2 Ret | MIS 1 4   | MIS 2 3  | VAL 1 2   | VAL 2 4   | 3ème | 67     |
| 2023 | Saintéloc Junior Team    | Audi R8 LMS Evo II | Gold   | BRH 1 11 | BRH 2 13 | MIS 1 19 | MIS 2 24  | HOC 1 13  | HOC 2 Ret | VAL 1 21  | VAL 2 6  | ZAN 1 24  | ZAN 2 15  | 5ème | 90     |
| 2024 | CSA Racing               | Audi R8 LMS Evo II | Gold   | BRH 1 9  | BRH 2 13 | MIS 1 32 | MIS 2 11  | HOC 1 13  | HOC 2 9   | MAG 1 7   | MAG 2 7  | CAT 1 6   | CAT 2 28  | 2ème | 114    |

* Saison toujours en cours.